# Caroline Finaly
Caroline Finaly, auch Karoline Finali, Karoline Pulitzer, Carolina Pulitzer, (* 25. Juli 1849 in Pest, Österreich-Ungarn; † 14. Juni 1934 in Triest, Königreich Italien) war eine österreich-ungarische Sängerin und Schauspielerin.

## Leben
Caroline Finaly wurde als Tochter des Kaufmanns Philipp Finaly und Netty Finaly (geborene Freund) geboren. Caroline Finaly hatte einen Bruder (Jakob, geb. 1838) und zwei Schwestern (Rosa, geb. 1840 und Regina geb. 1849). Regina Finaly war ebenso wie Caroline als Sängerin und Schauspielerin in Wien tätig. Selten nur waren die beiden Schwestern gemeinsam auf der Bühne zu sehen (z. B. in „Drei Paar Schuhe“ am 17. April 1871 im Theater an der Wien oder in „Indigo und die vierzig Räuber“ von Johann Strauss (Sohn) ebenfalls im Theater an der Wien).
Caroline Finaly genoss ihre Ausbildung bei Carl Maria Wolf in Wien. Am 11. Mai 1867 debütierte sie als Olga in der Operette „Die Großherzogin von Gerolstein“ am Theater an der Wien, wo sie bis Ostern 1872 engagiert war. Anschließend unterschrieb sie einen Vertrag mit Maximilian Steiner für eine Anstellung am Strampfer-Theater in Wien. Ihr Debüt feierte sie dort in der Rolle der Margarethe in Émile Jonas’ „Die Ente mit den drei Schnäbeln“. Mit einem Ensemble des Strampfer-Theaters (u. a. Hr. Adolfi, Frl. Truška, Fr. Berg, Frl. Waldua, Alexander Girardi, Hr. Martinius) konnte sie im Sommer 1872 Erfolge bei Gastspielen in Berlin am Wilhelm-Städtischen Theater und im Woltersdorff-Theater und in Dresden am Herminen-Theater verzeichnen. Wegen Unstimmigkeiten wurde sie im Jänner 1873 aus ihren vertraglichen Verbindlichkeiten enthoben, um im Februar des gleichen Jahres wieder eingestellt zu werden. Ihr Vertrag lief alsdann bis Gründonnerstag 1874.
Für September 1875 bis September 1877 holte sie Maximilian Steiner wieder zurück ans Theater an der Wien. Sie leistete jedoch bereits ab März 1877 Gastspiele am Wiener Carltheater, wo sie sich auch nach Auslaufen ihres Vertrages mit Maximilian Steiner bis Mai 1878 bei Franz Lanner verpflichtete. Auch mit einem Ensemble des Carltheaters (Antonie Link, Rosa Streitmann, Regina Klein, Franz Eppich und Kapellmeister Johann Brandl) bestritt Caroline Finaly ein vierwöchiges Gastspiel ab 10. Mai 1877 in Berlin. Dieses Mal am Wallner-Theater. 

Ein reger Briefaustausch in den 1870er Jahren mit Josefine Gallmeyer deutet auf eine Freundschaft zwischen den Schauspielerinnen hin.
Nach einem Aufenthalt in Ungarn war Caroline Finaly spätestens ab Dezember 1880 (zuerst durch Gastauftritte) wieder im Theater an der Wien zu sehen.
1883 trat sie aus der Israelitischen Kultusgemeinde Wien aus, um am 25. November 1883 zur Evangelischen Kirche H.B. zu konvertieren.
Am 19. Dezember 1883 trat sie zum letzten Mal im Theater an der Wien als Annina in Johann Strauß’ Operette „Eine Nacht in Venedig“ auf. Der Meister dirigierte zu Ehren der Künstlerin ihren letzten Bühnenauftritt:
„[…] Fräulein Finaly erschien nämlich heute zum letztenmal, und zwar in der „Nacht von Venedig“, auf der Bühne, da sie diese, wie bekannt, verlässt, um in den Ehestand zu treten. Das Publicum machte seinem Lieblinge den Abschied möglichst schwer. Man jubelte und freute sich heute noch des Besitzes, da ja die Trauer noch zeitlich genug zu ihrem Rechte kommen wird. Der Beifall und die Sympathiebezeugungen wurden aber zugleich zu einem stürmischen Dankesvotum, das man der Künstlerin für die vielen genussreichen Stunden, die sie dem Publicum bereitet, darbringen wollte. Johann Strauß dirigirte der scheidenden Künstlerin zu Ehren selbst die Oper. Als Fräulein Finaly auf der Scene erschien, empfing sie lebhafter Beifall, der sich von Scene zu Scene steigerte. […] Zwischen dem zweiten und dritten Acte, nachdem sich der Beifallssturm im Zuschauerraum gelegt hatte, umringten die Kollegen die Künstlerin und überreichten ihr als Andenken ein prachtvolles Album, ihr, der stets pflichttreuen Künstlerin, wie der Wortführer sagte. Ein stürmisches Hoch schloß diese Ansprache, welchem das Publicum, das diesen Ruf vernahm, mit Beifall zustimmte. Am Schlusse des dritten Actes wollten die Hervorrufe kein Ende nehmen.“ (Die Presse, 20. Dezember 1883.)
Am 22. Dezember 1883 heiratete sie den Großhändler Géza Pulitzer und lebte fortan in der Villa Carla in der Vicolo degli Scaglioni in Triest. Ihrem Nachruf zufolge war sie Mutter mehrerer Kinder – unter anderem gebar sie 1887 ihren Sohn Gustavo Pulitzer Finali, der Architekt wurde. Über ihr Leben in Triest ist nur wenig bekannt. Es gibt Hinweise darauf, dass sie Gastspiele in Triest absolvierte. Im Alter von 84 Jahren starb sie im 14. Juni 1934 in Triest.

## Zeitgenössische Rezeption
Wurde Caroline anfangs noch als „vielversprechende junge Soubrette“  beschrieben, so wurden bald nach ihrem Debüt kritische Stimmen laut. Es wurde bemerkt, dass sie „des Wiener Dialekts unmächtig“ sei. Außerdem beurteilte die Presse ihrer Stimme und ihren schauspielerischen Leistungen folgendermaßen: „[…] die Damen Finali und Burowsky sangen um die Wette falsch, […]“  bzw. „[…] etwas mehr Feuer, etwas mehr Temperament und viel mehr dramatische Kraft wäre höchlich zu wünschen – denn die weiche, eintönige Art zu sprechen wirft etwas unangenehm auf reizbare Nerven.“  Allzu häufig wurde ihr äußerliches Erscheinungsbild hervorgehoben und über ihr künstlerisches Talent gestellt: „Schönheit ist nach wie vor der Freibrief für ihr Talent.“
Ab Ende 1871 gaben sich die Kritiker milder und hießen sie sogar bei ihrem Wechsel zum Strampfer-Theater „nächst der Geistinger das tüchtigste und anmuthigste weibliche Mitglied des Theaters an der Wien“ und für das Theater an der Wien „unzweifelhaft ein schwer zu ersetzender Verlust!“
Kaum am Strampfer-Theater debütiert, wurden die wohlwollenden Stimmen wieder gedämpfter („Frl. Finaly sah übrigens sehr hübsch aus und sang ihre schwierige Partie überraschend gut. Im Spiele freilich ließ das Fräulein, das auf feinere Nuancierungen niemals Werth legte, ihre degagirtere Vorgängerin Frau Koch stark vermissen.“). Ein leichter Aufschwung in ihrer Rezeption ließ sich für ihre Rolle als Severine in Dumas‘ „Prinzessin Georges“ erkennen und erreichte einen ersten Höhepunkt in ihren Gastauftritten in Berlin ab Juni 1872: „Es ist ganz interessant, die schauspielerische Entwicklung der genannten Dame zu verfolgen, seitdem sie aus dem Schatten gekommen, den im Theater an der Wien ein vieljähriger bereits stark in der Heste geschlossener Baum mit feinem Blätterwerk auf sie geworfen und der ein ersprießliches Aufblühen consequent hinderte. Fräulein Finaly ist ein Liebling des Berliner Publicums geworden.“
Zurück in Wien wurde ihre Entwicklung wohlwollend, wenn auch noch etwas zurückhaltend betrachtet: „Sie fühlt sich als die Erste der Truppe und – noblesse oblige – jetzt geht sie auch mit größerem Elan vorwärts. So hat denn Fräulein Finaly in Berlin ihr Herz, oder eigentlich ihr Talent entdeckt und, da man früher – rücksichtslos genug – der Künstlerin sagte, sie besitze gar keines (nämlich kein Talent), so erfordert es die Billigkeit, jetzt anzuerkennen, daß sie wesentliche Fortschritte gemacht hat. Sie ist kein Genie geworden, allein sie spielt auch nicht mehr so unleidlich kalt und unbeholfen einstudirt, wie ehedem. […] sie singt mit lebhaftem Ausdrucke und macht sogar manchmal Versuche, richtig zu pointiren. Mehr kann man vorläufig nach der kurzen Zeit von der jungen Dame nicht verlangen.“
Die „gebührende und glänzende Anerkennung“  fand Caroline Finaly erst ab ihrer letzten Periode am Theater an der Wien von 1880 bis 1883. Sie wurde zwar selten euphorisch gefeiert, wurde aber als große Operettendarstellerin anerkannt. So hieß es auch in ihrem Nachruf: „Sie zählte zu den beliebtesten Soubretten ihrer Zeit […]“

## Operettenwelt um Caroline Finaly
Caroline Finaly betrat die Welt der Operette, als diese bereits mitten in der Realisierung ihrer Bestrebungen war, die mythenumwobene, frivole, anrüchig-humoristische Seele des französischen Vorbilds (rund um Jacques Offenbach und Darstellerinnen wie etwa Hortense Schneider) auch in Wien zu beleben. Das Theater bildete den Schmelztiegel für Herren der reichen bzw. adeligen gesellschaftlichen Oberschicht der Großstädte, Damen der Halbwelt und Künstler.
Innerhalb dieser Welt waren es anfangs hauptsächlich mädchenhafte Rollen, in die Caroline Finaly während ihrer Bühnenauftritte schlüpfen durfte. Ihr angeblich ansehnliches Äußeres wurde wohlwollend vom Publikum und der Presse aufgenommen und ihre schauspielerischen und gesanglichen Unzulänglichkeiten (sofern auf die Kritiken Verlass ist), generös verziehen. Selten aber doch war Caroline Finaly in Cross-Dressing-Rollen, die sich in der Operette des 19. Jahrhunderts – wie auch in der zeitgenössischen Unterhaltungsindustrie (man denke nur an z. B. Robin Williams in „Mrs. Doubtfire – Das stachelige Kindermädchen“ oder Tim Curry in „The Rocky Horror Picture Show“) – großer Beliebtheit beim Publikum erfreuten, zu sehen. Am 16. September 1882 zum Beispiel spielte sie den Frauenheld Giovanni Boccaccio in Franz von Suppès gleichnamiger Operette. Die Ausführung der Rolle des Boccaccios, die als Alt konzipiert war und ursprünglich von Schauspielerinnen verkörpert wurde, ließ Raum für homoerotische Assoziationen. Das Gleiche gilt für ihre Rolle als Prinz Edward in Émile Jonas’ „Javotte. Das neue Aschenbrödel“ zehn Jahre zuvor. Der Prinz verliebte sich in Javotte, eine von drei Schwestern, und heiratet sie zum Schluss. Die Handlung der Operette beeindruckte kaum, umso mehr jedoch die „stattliche Anzahl von Hosenröllchen“ (cross-dressing Rollen), „Pagen, in der knappen Kleidung“, hüpfende, wenig angezogene Trommeljungen, die „ein Apell, ein starker, an die Sinnlichkeit, an die Instincte – freilich muß man sagen, nicht an die feineren“ seien.  Als weitere Beispiele ihrer spärlichen cross-dressing Auftritte seien „Fortunato, Gendarmen-Kapitän“ in Offenbachs „Madame „Herzog“ oder die Verschwörung zu Montefiascone“ (1875) und Orestes in „Die schöne Helena“ (1868) ebenfalls von Jacques Offenbach erwähnt.
Auch wenn Caroline Finaly nie zum Sexsymbol medial stilisiert wurde, war sie doch meistens Teil der Uraufführungen bzw. österreich-ungarischen Erstaufführungen der großen Operettenerfolge Offenbachs, Strauß’ und Suppés, die das moralisch aufgeschlossene Publikum erfreuten.

## Rollen (Auswahl)

### Theater an der Wien
- Olga; später auch Iza, Ehrendamen der Großherzogin – „Die Großherzogin von Gerolstein“ (Jacques Offenbach)
- Giroflée, Milchschwester und Gesellschafterin – „Prinzessin Hirschkuh. (La biche au bois)“ (Musik von verschiedenen Meistern)
- Venus, später auch die öffentliche Meinung – „Orpheus in der Unterwelt“ (Jacques Offenbach)
- Bertha – „Reise nach China“ (François Bazin)
- Saphir, dienstbarer Geist – „Eselshaut“ (Adolf Müller junior)
- Die Wien – „Das Donauweibchen und der Ritter vom Kahlenberg“ (Julius Hopp)
- Lieschen – „Der Alpenkönig und der Menschenfeind“ (Ferdinand Raimund)
- Fräulein Rosenduft, Schauspielerin – „Die falsche Carlotta Patti“ (Musik von verschiedenen Meistern)
- Ritta – „Zampa oder die Marmorbraut“ (Louis Joseph Ferdinand Hérold)
- Rosa, Kammermädchen – „Der Verschwender“ (Konrad Kreutzer, Ferdinand Raimund)
- Orestes – „Die schöne Helena“ (Jacques Offenbach)
- Eclosine – „Der Pfeil im Auge“
- Marianna – „Coscoletto“ (Jacques Offenbach)
- Brigitte, Genovefa’s Vertraute – „Genovefa von Brabant“ (Jacques Offenbach)
- Prinzessin Hermia, Anfangs Schäferin unter dem Namen Fleurette – „Blaubart“ (Jacques Offenbach)
- Isabella, Prinzessin von Mallorca – „Morilla“ (Julius Hopp)
- Théa, genannt „Theeblütchen“ – „Theeblüthe“ (Charles Lecocq)
- Fanni, Laufmädchen in einer Modewaren-Niederlage – „Die Probirmamsell“ (Adolf Müller junior)
- Ursula – „Die Schrecken des Kriegs“ (Jules Costé)
- Serafine, eine reiche Witwe – „Die Frau Mama“ (Musik von versch. Komponisten, O. F. Berg)
- Julie – „An der blauen Donau“ (Adolf Müller junior)
- Odette – „Der schöne Ritter Dunois“ (Charles Lecocq)
- Maria – „Der deutsche Bruder“ (O. F. Berg)
- Helene – „Grand Hotel“ (Carl Millöcker)
- Irma, genannt „Die Vicegespanin“ – „Drei Paar Schuhe“ (Carl Millöcker)
- Toffana – „Indigo und die vierzig Räuber“ (Johann Strauß (Sohn))
- Mefisto – „Dr. Faust junior“ (Hervé)
- Mali – „Gewonnene Herzen“ (Carl Millöcker)
- Resi – „Wähler und Quäler“ (Carl Millöcker)
- Ernestine – „Isaak Stern, einer von unsere Leut‘“ (O. F. Berg)
- Fanny – „Die Veilchendame“ (Carl Millöcker)
- Natilitza – „Apajune, der Wassermann“ (Carl Millöcker)
- Rosalinde – „Die Fledermaus“ (Johann Strauß (Sohn))
- Donna Irene – „Das Spitzentuch der Königin“ (Johann Strauß (Sohn))
- Bettina, Gänsehüterin – „Der Glücksengel. (La Mascotte)“ (Edmond Audran)
- Bagatelle – „Der Weihnachtsbaum“ (Louis Roth)
- Simone – „Musketiere im Damenstift“ (Fritz Baselt)
- Gräfin Violetta – „Der lustige Krieg“ (Johann Strauss (Sohn))
- Manola – „Tag und Nacht“ (Charles Lecocq)
- Prascovia – „Doktor Ox“ (Jacques Offenbach)
- Giovanni Boccaccio – „Boccaccio“ (Franz von Suppè)
- Haiderose – „Die Glocken von Corneville“ (Robert Planquette)
- Teresita – „Der kleine Prinz“ (Adolf Müller junior)
- Laura – „Der Bettelstudent“ (Carl Millöcker)
- Titania Fanfani – „Die Afrikareise“ (Franz von Suppè)
- Annina, Fischerstochter – „Eine Nacht in Venedig“ (Johann Strauß (Sohn))

### Strampfer-Theater
- Severine – „Prinzessin Georges“ (nach Alexandre Dumas der Jüngere)
- Margarethl – „Fäustling und Margareth’l“ (Julius Hopp)
- Susi – „Nr. 28“ (Julius Hopp)
- Gräfin Titilde – „Fernande“ (Karl Costa)
- Prinz Edward – „Javotte. Das neue Aschenbrödel“ (Émile Jonas, Julius Hopp)
- Margarethe – „Die Ente mit den drei Schnäbeln“ (Emile  Jonas, Julius Hopp)
- Die Bojarin Helene – „Goldchignon“ (Emile  Jonas, Julius Hopp)
- Adele Schwindelmeyer, Schauspielerin – „Fräulein Schwindelmeyer“ (Karl Pleininger, Anton Bittner)
- Emilie – „Cagliostro in Wien“ (Johann Strauß (Sohn))
- Therese – „Die Frau von Brestl“ (Carl Millöcker)
- Fortunato, Gendarmen-Kapitän – „Madame „Herzog“ oder die Verschwörung zu Montefiascone“ (Jacques Offenbach)
- Cäcilie – „Die Musik des Teufels“ (Carl Millöcker)

### Carltheater
- Friquette – „Prinz Conti“ (Charles Lecocq)
- Liddy – „Zum Mond und unterm Meer“ (Franz von Suppè)
- Fürstin Lydia Iwanowna Uschakoff – „Fatinitza“ (Franz von Suppè)
- Giroflé und Girofla – „Giroflé-Girofla“ (Charles Lecocq)
- Clairette Angot, Blumenhändlerin – „Angot, die Tochter der Halle“ (Charles Lecocq)
- Galathée – „Die schöne Galathée“ (Franz von Suppè)
- Vilma, eine Waise – „Leichte Kavallerie“ (Franz von Suppè)
- Fou-Fou, Chansonettensängerin – „Vindobona“ (Johann Brandl)
- Graziella – „Graziella. (La Petite Mariée)“ (Charles Lecocq)
- Silvia – „Mandolinata. (Le Passant)“ (Franz von Suppè)
- Pulcinella – „Prinz Methusalem“ (Johann Strauß (Sohn))
- Toinon, Schenkwirthin – „Margot. Die reiche Bäckerin“ (Jacques Offenbach)
- Agnes – „Unsere Handwerker“ (O. F. Berg)